# 滑川市の歌
「滑川市の歌」（なめりかわしのうた）は、日本の富山県滑川市が制定した市歌である。作詞・高島高、作曲・信時潔。

## 解説
1954年（昭和29年）3月1日の市制施行と同時に制定された。作詞は自治体歌の多くで採られる懸賞募集ではなく詩人で地元出身の高島高に依頼され、東京芸術大学講師の信時潔が曲を付けたものである。レコードの製造は確認されていないが、市内の有限会社サンビデオが製造したCD『滑川市 小学校・中学校校歌集』のトラック14収録の音源が存在する。
歌詞と旋律のいずれも2015年（平成27年）末までに著作権の保護期間を満了した。あいの風とやま鉄道では滑川駅と東滑川駅の接近メロディに「滑川市の歌」を採用しており、滑川駅前中央公園に設置されている「愛のカリヨン」では定時に市歌が演奏される。

### 歌詞の改訂
制定から55年を経た2009年（平成21年）、2番の歌詞において「裏日本（うらにっぽん）に覇を称う」としていた箇所が差別的であると指摘を受け、該当箇所が「広く日本（にほん）に」へ改訂された。作詞者は市歌制定翌年の1955年（昭和30年）に死去しており、歌詞の著作権は改訂時に消滅していたが著作者人格権上の理由により遺族から同意を得ている。